# Vang Csi-san
Vang Csi-san (Wang Qishan) (Csingtao (Qingdao), 1948. július 1. –) kínai politikus, közgazdász.

## Élete
A Santung (Shandong) tartománybeli Csingtaóban (Qingdaóban) született, de a Sanhszi (Shanxi) tartományban lévő Tiencsenben (Tianzhenben) nőt fel, ahol az apja középkáder volt. A középiskola elvégzése után, a kulturális forradalom idején vidéki átnevelő munkára küldték. A Hszianban (Xianban) lévő Északnyugati Egyetemen szerzett történészdiplomát (1976), majd egy ideig a helyi múzeumban dolgozott tárlatvezetőként. A néhai alelnök, Jao Ji-lin (Yao Yilin) lányát vette feleségül.
Miután beletanult a közgazdaságba, 1994-ben az egyik legnagyobb kínai pénzintézet, az Építőipari Bank vezére lett, és az amerikai Morgan Stanley-vel együttműködve létrehozta az ázsiai ország első befektetési bankját. Hajnan tartomány (Hainan tartomány) párttitkára volt, majd 2004 és 2008 között Peking polgármestere, és betöltötte a 2008-as nyári olimpia szervezőbizottságának elnöki tisztét. 2008 és 2013 között a pénzpolitikáért és a külkereskedelemért felelős miniszterelnök-helyettesként tevékenykedett. 2012 novemberében a Kínai Kommunista Párt (KKP) központi bizottsága (KB) beválasztotta  a héttagú állandó bizottságába (ÁB), valamint a korrupcióellenes harcot irányító Központi Fegyelmi Bizottság élére, ahonnan 2017-ben – életkora miatt a pártból való nyugdíjazása után – kikerült.